# Альтшулер, Владимир Абрамович
Влади́мир Абра́мович Альтшу́лер (род. 29 сентября 1946, Ленинград) — российский педагог, дирижёр Академического симфонического оркестра (АСО) Санкт-Петербургской филармонии, Заслуженный артист Российской Федерации (1997), профессор.

## Биография
В 1969 году Альтшулер стал альтистом в АСО. В 1970 году он окончил Ленинградскую консерваторию (класс альта Ю. Крамарова). В 1972 году создал Струнный квартет филармонии, а в 1982 году стал концертмейстером группы альтов.
Параллельно Альтшулер ещё раз окончил консерваторию — уже по классу оперно-симфонического дирижирования А. Дмитриева. В 1984 году стал дирижёром-ассистентом в АСО. В 1994 году Альтшулер занял пост второго дирижёра АСО.
Альтшулер является профессором Петербургской консерватории и Петербургского университета культуры и искусств. Написал диссертацию на звание кандидата искусствоведения, посвящённую истории, теории и практике дирижирования.

## Награды
- Орден Дружбы (22 мая 2014 года) — за достигнутые трудовые успехи, значительный вклад в социально-экономическое развитие Российской Федерации, реализацию внешнеполитического курса Российской Федерации, заслуги в гуманитарной сфере, многолетнюю добросовестную работу, активную общественную деятельность[4].
- Заслуженный артист Российской Федерации (2 августа 1997 года) — за заслуги в области искусства[5].